# CD7
CD7（cluster of differentiation 7，分化簇7）是一种细胞表面蛋白质，由人类基因 CD7 编码，属于免疫球蛋白超家族，在胸腺細胞和T细胞上高表达。